# Cantone di Vitré-Ovest
Il Cantone di Vitré-Ovest era una divisione amministrativa dell'arrondissement di Fougères-Vitré.
A seguito della riforma approvata con decreto del 18 febbraio 2014, che ha avuto attuazione dopo le elezioni dipartimentali del 2015, è stato soppresso.

## Composizione
Comprendeva parte della città di Vitré e i comuni di:
- Champeaux
- Cornillé
- Landavran
- Marpiré
- Mecé
- Montreuil-des-Landes
- Montreuil-sous-Pérouse
- Pocé-les-Bois
- Saint-Aubin-des-Landes
- Saint-Christophe-des-Bois
- Taillis
- Val-d'Izé